# Ле Рој (Мичиген)
Ле Рој (енгл. Le Roy) град је у америчкој савезној држави Мичиген.

## Демографија
По попису из 2010. године број становника је 256, што је 11 (-4,1%) становника мање него 2000. године.
| Група             | 2000.       | 2010.       |
| Белци             | 261 (97,8%) | 246 (96,1%) |
| Афроамериканци    | 0 (0,0%)    | 4 (1,6%)    |
| Азијати           | 1 (0,4%)    | 0 (0,0%)    |
| Хиспаноамериканци | 0 (0,0%)    | 0 (0,0%)    |
| Укупно            | 267         | 256         |